# Manjenahalli Kaval, Hassan
Manjenahalli Kaval là một làng thuộc tehsil Hassan, huyện Hassan, bang Karnataka, Ấn Độ.